# Stretto di Belle Isle
Lo stretto di Belle Isle (in francese: Détroit de Belle Isle, in inglese: Strait of Belle Isle) a volte indicato come stretti di Belle Isle o stretti del Labrador, è uno stretto del Canada orientale, che separa la penisola del Labrador e l'isola di Terranova nella provincia di Terranova e Labrador.
Misura circa 125 km di lunghezza e tra i 15 e i 60 km di larghezza (con una media di 18 km), mettendo in comunicazione il Golfo di San Lorenzo con l'Oceano Atlantico. La navigazione nello stretto è resa estremamente pericolosa a causa dell'interazione tra le maree e la corrente del Labrador, e la presenza del ghiaccio che copre la regione dagli 8 ai 10 mesi all'anno, oltre a condizioni climatiche avverse (nebbia e i forti venti).
Il nome deriva da Belle Isle, una piccola isola situata nell'estremo nord-est dello stretto.